# Protostegidae
I protostegidi (Protostegidae Cope, 1873) sono una famiglia di tartarughe marine estinte, vissute nel Cretaceo. Questo gruppo comprende alcune fra le più grandi tartarughe mai esistite; la più grande, Archelon, oltrepassava facilmente i quattro metri di lunghezza.

## Descrizione
Nonostante i protostegidi fossero fra le più antiche tartarughe marine, possedevano già un piano corporeo notevolmente simile alle forme attuali. Il corpo era appiattito e largo, le zampe erano a forma di pagaia e la coda era corta. Le zampe anteriori, in particolare, erano molto simili a remi incurvati, ed erano senza dubbio utili per muoversi attraverso l'acqua. Come l'attuale famiglia dei dermochelidi (Dermochelyidae), anche i protostegidi possedevano un carapace ridottissimo; alcuni esemplari avevano estensioni delle costole che quasi circondavano l'intero corpo, e sostituivano il carapace. Il cranio dei protostegidi, benché molto simile a quello delle forme attuali, era sproporzionato rispetto alle dimensioni del corpo: Archelon, ad esempio, aveva una testa lunga un metro.

## Paleoecologia
Benché tutti i protostegidi siano estinti, gli studiosi sono stati in grado di formulare ipotesi sul loro stile di vita. Si nutrivano di ammoniti e di animali senza guscio come i calamari e le meduse. Si suppone che le tartarughe, a loro volta, fossero cacciate dai massimi predatori del Cretaceo. Alcuni fossili, infatti, mostrano le impronte dei denti dei grandi squali lamnidi, come Cretoxyrhina. Inoltre, un esemplare di Protostega conserva un dente di Cretoxyrhina conficcato in un osso.

## Tassonomia
Il più antico membro di questa famiglia è Santanachelys gaffneyi del Cretaceo inferiore, conosciuto per un esemplare rinvenuto in Brasile nel 1998; questo animale possedeva ancora numerosi tratti primitivi, come dita chiaramente distinguibili negli arti anteriori. Le forme successive, del Cretaceo superiore, avevano zampe simili a pinne dalle dita completamente fuse insieme per un nuoto più efficiente. Come gran parte della fauna del Cretaceo, i protostegidi scomparvero nel corso degli eventi catastrofici avvenuti circa 65 milioni di anni fa. Analisi filogenetiche hanno dimostrato che i più stretti parenti attuali dei protostegidi sono i dermochelidi, come la tartaruga liuto.